# Vad ljus över griften
Vad ljus över griften är en påskpsalm av Frans Michael Franzén från 1812. Det är en av de mest sjungna psalmerna, även om hela psalmen sjungs mer sällan. Psalmen sjungs vanligen under påskdagens mässa och då ofta vid klädandet av det sedan långfredagen nakna altaret.
För 1986 års psalmbok gjorde Karl-Gustaf Hildebrand 1981 en lätt bearbetning av psalmen.
Melodin (D-dur, 2/2) är dansk, känd från cirka 1528, men anges i 1939 års koralbok härstamma från 1569 och i Koralbok för Nya psalmer, 1921 anges att psalmen Framfaren är natten har samma melodi. Melodin har även framförts i tretakt.
|  |
|  |

## Publicerad i
- 1819 års psalmbok som nr 102 under rubriken "Jesu kärleksfulla uppenbarelse i mänskligheten: Jesu uppståndelse (påskpsalmer)".
- Sionstoner 1889 som nr 461.
- Svenska Missionsförbundets sångbok 1920 som nr 143 under rubriken "Jesu uppståndelse".
- Frälsningsarméns sångbok 1929 som nr 530 under rubriken "Högtider och särskilda tillfällen - Påsk".
- Musik till Frälsningsarméns sångbok 1930 som nr 530.
- Svensk söndagsskolsångbok 1929 som nr 69 under rubriken "Påsksånger".
- Sionstoner 1935 som nr 208 under rubriken "Passionstiden".
- 1937 års psalmbok som nr 102 under rubriken "Påsk".
- Psalmer för bruk vid krigsmakten 1961 som nr 102 verserna 1 och 4.
- Frälsningsarméns sångbok 1968 som nr 629 under rubriken "Högtider - Påsk".
- Den svenska psalmboken 1986 som nr 146 under rubriken "Påsk".
- Finlandssvenska psalmboken 1986 som nr 98 under rubriken "Påsk".
- Lova Herren 1988 som nr 183 under rubriken "Påsk".
- Segertoner 1960 utg. Lewi Pethrus som nr 164 under rubriken "Psalmer".